# Lak (Hungria)
Lak é um município da Hungria, situado no condado de Borsod-Abaúj-Zemplén. Tem 19,76 km² de área e sua população em 2015 foi estimada em 686 habitantes.